# Strzępka łącznikowa

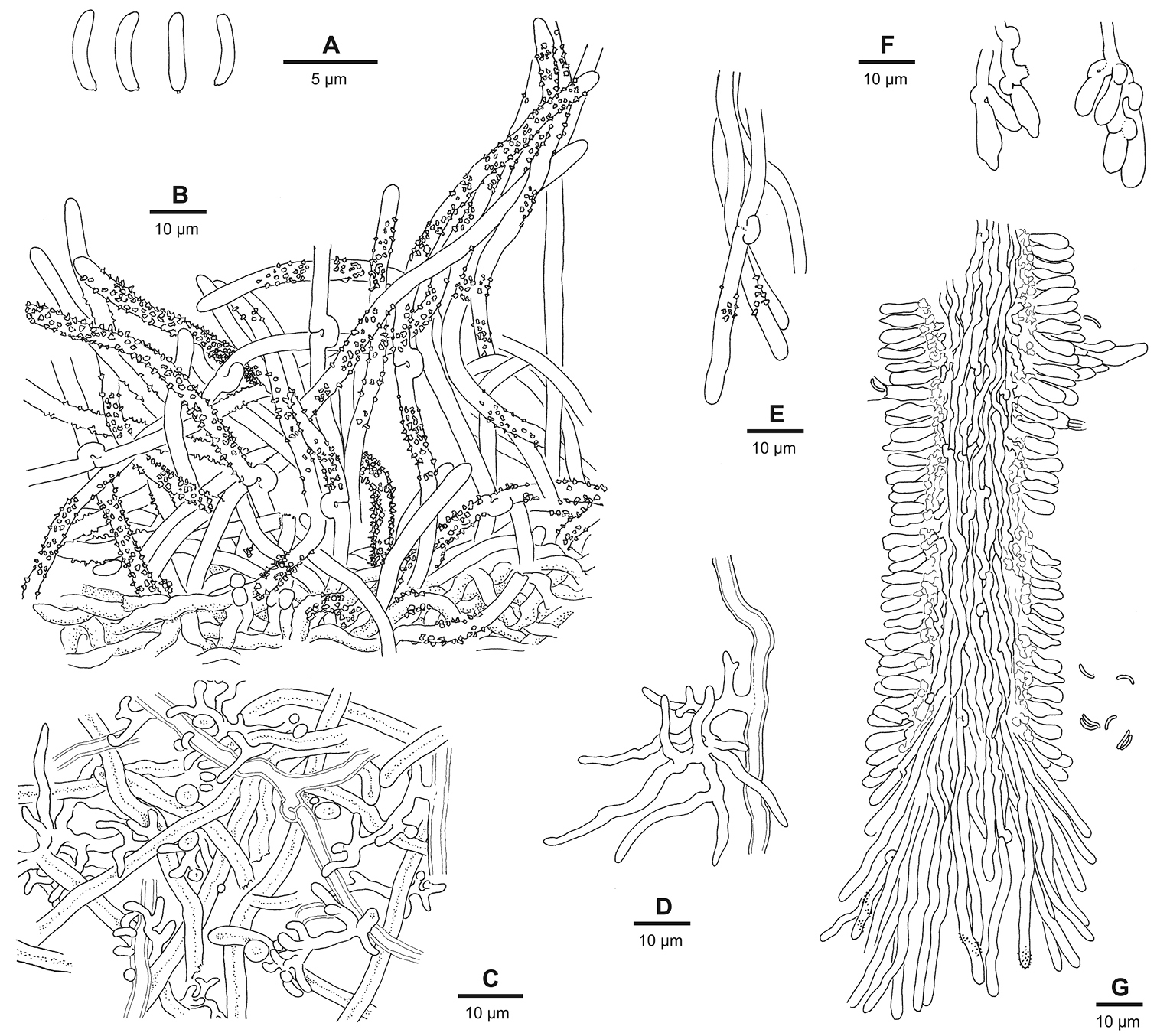
Mikroskopowa budowa Skeletocutis ochroalba. d – strzępka łącznikowa

Strzępka łącznikowa, strzępka wiążąca (łac. hyphae conjunctivae) – jeden z rodzajów strzępek u grzybów podstawkowych (Basidiomycota). U wszystkich ich gatunków występują strzępki generatywne, u niektórych także strzępki szkieletowe i strzępki łącznikowe. Jeśli występują u danego gatunku dwa rodzaje strzępek, jest to dimityczny system strzępkowy, jeśli wszystkie trzy rodzaje – trimityczny. Określenie budowy strzępek i rodzaju systemu strzępkowego odgrywa ważną rolę przy mikroskopowym oznaczaniu gatunków grzybów, a także przy ustalaniu ich pokrewieństwa i systematyki.
Strzępka łącznikowa jest rozgałęziona, bardzo grubościenna lub nawet pełna, nie ma przegród i kierunek jej wzrostu często jest bardziej przypadkowy niż strzępki szkieletowej. W rodzajach o systemie trimitycznym (np. Fomes i Trametes), strzępki łącznikowe są misternie splecione ze strzępkami szkieletowymi, które zorientowane są w określonym kierunku; w kontekście promieniowo, w tramie pionowo. Takie strzępki wiążące są krótko rozgałęzione z krętymi odgałęzieniami bocznymi – trudno jest zaobserwować ich pochodzenie. Są zwykle cieńsze i znacznie bardziej kręte niż strzępki szkieletowe. W niektórych przypadkach traktuje się je jako boczne gałęzie strzępek szkieletowych.
Wśród poliporoidalnych strzępki łącznikowe są znacznie bardziej rzadkie niż strzępki szkieletowe. U niektórych podstawczaków, np. w rodzajach Polyporus i Dichomitus występują drzewkowate strzępki łączące bardzo podobne do strzępek występujących u niektórych wnętrzniaków (Gasteromycetes), np. u Bovista. Mają drzewiaste rozgałęzienia i wyraźnie zwężające się boczne gałęzie.